# Уилям Ле Барон Джени
Уилям Ле Барон Джени на английски: William Le Baron Jenney е американски архитект и инженер, наричан още баща на небостъргача. Роден на 25 септември 1832 във Феърхевън щата Масачузетс и починал на 14 юни 1907 г в Лос Анджелис.

## Биография
Джени получава образованието си във Филипс Академия, след което посещава Лоренс Сайънтифик скул в Харвард, за да се образова като инженер. Недоволен от нивото на обучение там, заминава за Европа и завършва образованието си в École Centrale Париж. След завършването си започва работа в една мексиканска железопътна компания. След 1861 г. се връща в САЩ, за да участва в Американската гражданска война като инженер по укрепленията.
В Чикаго избухва голям пожар на 8 октомври 1871 г. Той унищожава 17 500 сгради, а всеки трети жител остава без дом. След пожара са приети нови закони, изискващи новите сгради да бъдат построени с огнеупорни материали, като тухли, камък, мрамор и варовик. Архитектите в Чикаго се опитват да отговорят на изискванията на тогавашните бизнесмени, които предпочитат сгради без орнаменти. Този нов рационализиран стил става известен като Чикагска архитектурна школа. Уилям Ле Барон Джени, Даниел Бърнам, Джон У. Рут, Луис Съливан и Данкмар Адлер са едни от най-известните нейни представители.
От 1884 до 1885 г. Уилям Ле Барон Джени проектира и построява десететажна сграда за компанията за жилищно застраховане „Home Insurance“ в Чикаго. Считана е за първата „негорима сграда“, построена изцяло с метален корпус и в същото време се смята за първия небостъргач. Сградата е завършена през 1885 г., като през 1891 г. са добавени още два етажа. През 1929 г. сградата е разрушена. В резултат на използването на метална конструкция за сградата, стоманата, използвана за нея, тежи само една трета от теглото на същата сграда, построена с тухли. По този начин се показва, че използването на стомана за конструкцията на сградите може да доведе до построяването на много високи сгради. През 1893 г. създава сградата за градинарство (Horticultural Building) за Световното колумбово изложение (1893). Смятана е за една от най-красивите сгради на изложението.

## Галерия
- Манхатън билдинг (Чикаго)
- Leiter II Building